# Bath (Illinois)
Bath é uma vila localizada no estado americano de Illinois, no Condado de Mason.

## Demografia
Segundo o censo americano de 2000, a sua população era de 310 habitantes. 
Em 2006, foi estimada uma população de 302, um decréscimo de 8 (-2.6%).

## Geografia
De acordo com o United States Census Bureau tem uma área de 
0,9 km², dos quais 0,9 km² cobertos por terra e 0,0 km² cobertos por água. Bath localiza-se a aproximadamente 141 m acima do nível do mar.

## Localidades na vizinhança
O diagrama seguinte representa as localidades num raio de 24 km ao redor de Bath. 